# Альтиг, Руди
Ру́ди А́льтиг (нем. Rudi Altig; 18 марта 1937, Мангейм, Республика Баден — 11 июня 2016, Ремаген, Рейнланд-Пфальц) — немецкий трековый и шоссейный велогонщик, выступал на профессиональном уровне в период 1960—1971 годов. Победитель гранд-тура «Вуэльта Испании», победитель монументальных классических гонок «Тур Фландрии» и «Милан — Сан-Ремо», чемпион мира по трековым и шоссейным велогонкам, победитель и призёр многих других соревнований по велоспорту.

## Биография
Родился в городе Мангейм, Республика Баден. Активно заниматься велоспортом начал в возрасте пятнадцати лет по примеру своего старшего брата Вилли. Братья успешно выступали в паре в мэдисоне и других командных дисциплинах и вскоре вошли в число лучших западногерманских трековых велогонщиков.
Альтиг дважды подряд, в 1957 и 1958 годах, выигрывал национальное первенство в спринте. В 1959 году начал сотрудничать с тренером Карли Циглером в клубе «Эндшпурт Мангейм» и сменил специализацию на гонки преследования, в частности в этом сезоне он стал чемпионом ФРГ в гонке преследования и вместе с братом вновь выиграл мэдисон. Позже одержал победу на чемпионате мира в Амстердаме в индивидуальном преследовании.
В 1960 году перешел на профессиональный уровень, получив соответствующую лицензию от Международного союза велосипедистов. Он дважды выиграл чемпионат мира в индивидуальной гонке преследования, после чего начал часто выступать в коммерческих шестидневных гонках: в общей сложности в период 1962—1971 годов он выиграл 22 шестидневные гонки на территории Германии, при этом его партнёрами в разное время были такие известные велогонщики, как Ханс Юнкерман, Фриц Пфеннингер, Дитер Кемпер, Зиги Ренц, Патрик Серку и Клаус Бугдаль.
Одновременно с выступлениями на треке спортсмен регулярно принимал участие в шоссейных гонках, где также добрался успеха. Так, в 1962 году в составе команды Saint Raphael он одержал победу в генеральной классификации «Вуэльты Испании» и выиграл три отдельных этапа этой супервеломногодневки. Кроме того, в этом сезоне он дебютировал на «Тур де Франс», выполнял роль доместика французского гонщика Жака Анкетиля, и, несмотря на это, также выиграл здесь три этапа, в течение пяти дней владел жёлтой майкой лидера, став в итоге победителем очковой классификации и заняв 31 место в генерале.
В 1964 году выиграл монументальную классическую гонку «Тур Фландрии», в течение последних шестидесяти километров он ехал в полном одиночестве и на финише опережал ближайшего преследователя практически на четыре минуты. В том же сезоне он впервые стал чемпионом Германии по шоссейным велогонкам. Год спустя завоевал серебряную медаль на чемпионате мира в Сан-Себастьяне (1965), уступив в зачёте профессионалов только англичанину Тому Симпсону. Через год он всё же одержал победу на мировом первенстве, придя к финишу первым на соревнованиях в Нюрбургринге (1966), и получил радужную майку чемпиона мира. Также в 1966 году занял двенадцатое место в генеральной классификации «Тур де Франс», выиграв при этом три этапа гонки, и стал тринадцатым на гранд-туре «Джиро д’Италия», где был лучшим на двух этапах.
Ещё одно значимое событие в его спортивной карьере произошло в сезоне 1968 года, когда он финишировал первым на монументальной классике «Милан — Сан-Ремо». Позже он добавил в послужной список две победы на этапах «Вуэльты» (общее восемнадцатое место). В 1969 году был девятым на «Джиро», выиграл пролог «Тура», индивидуальную гонку с раздельным стартом. Оставался действующим профессиональным гонщиком вплоть до 1971 года.
За выдающиеся достижения в велоспорте награждён орденом «За заслуги перед Федеративной Республикой Германия».
После завершения спортивной карьеры занимал должность спортивного директора в команде Puch-Wolber и в течение пяти лет работал в национальной сборной Германии по велоспорту. Также в качестве комментатора вёл телевизионные трансляции с крупнейших соревнований по велоспорту. Отметился резкой критикой в адрес некоторых выдающихся гонщиков современности, например, обвинял знаменитого американца Лэнса Армстронга в тирании по отношению к одноклубникам, тогда как своего соотечественника Яна Ульриха призывал меньше говорить и больше делать.
Скончался от онкологического заболевания в городе Ремаген, федеральная земля Рейнланд-Пфальц, в возрасте 79 лет.